# 龙山站 (大邱广域市)
龍山站（：／ Yongsan yeok */?）副站名西部法院·檢察廳入口（서부법원·검찰청입구），是大邱地鐵2號線沿線的一座地下車站，位於韓國大邱廣域市達西區龍山洞。

## 車站結構
站體為1面2線島式月台的地下車站，候車月台設有月台幕門，並有6處出口。

### 月台配置
| 梨谷 ↑   |
| 下 上 \| |
| ↓ 竹田   |

| 月台 | 路線               | 目的地                         |
| ---- | ------------------ | ------------------------------ |
| 上行 | ●大邱都市鐵道2號線 | 城西產業園區、啟明大、汶陽方向 |
| 下行 | ●大邱都市鐵道2號線 | 半月堂、泛魚、嶺南大方向       |

## 历史
- 2005年10月18日：开通使用。

## 車站周邊
- 甘三聖堂
- 達句伐綜合福祉館
- 大邱電子工業高校
- 大邱天主教大學（朝鲜语：대구가톨릭대학교）平生敎育院
- 大邱學生文化中心（朝鲜语：대구학생문화센터）
- 視障者福祉館
- 聽覺及語言障礙者福祉館
- 大邱家事法院
- 大邱地方法院西部分院
- 大邱地方檢察廳西部分廳
- 笑臉藝術中心
- 友利銀行大邱龍山分行
- Home plus（朝鲜语：홈플러스）城西店
- 樂天Hi-Mart（朝鲜语：롯데하이마트）龍山店
- 韓國退伍軍人協會（朝鲜语：대한민국 재향군인회）會館
- 韓國身心障礙者僱傭公團（朝鲜语：한국장애인고용공단）大邱職業能力開發院

## 圖片

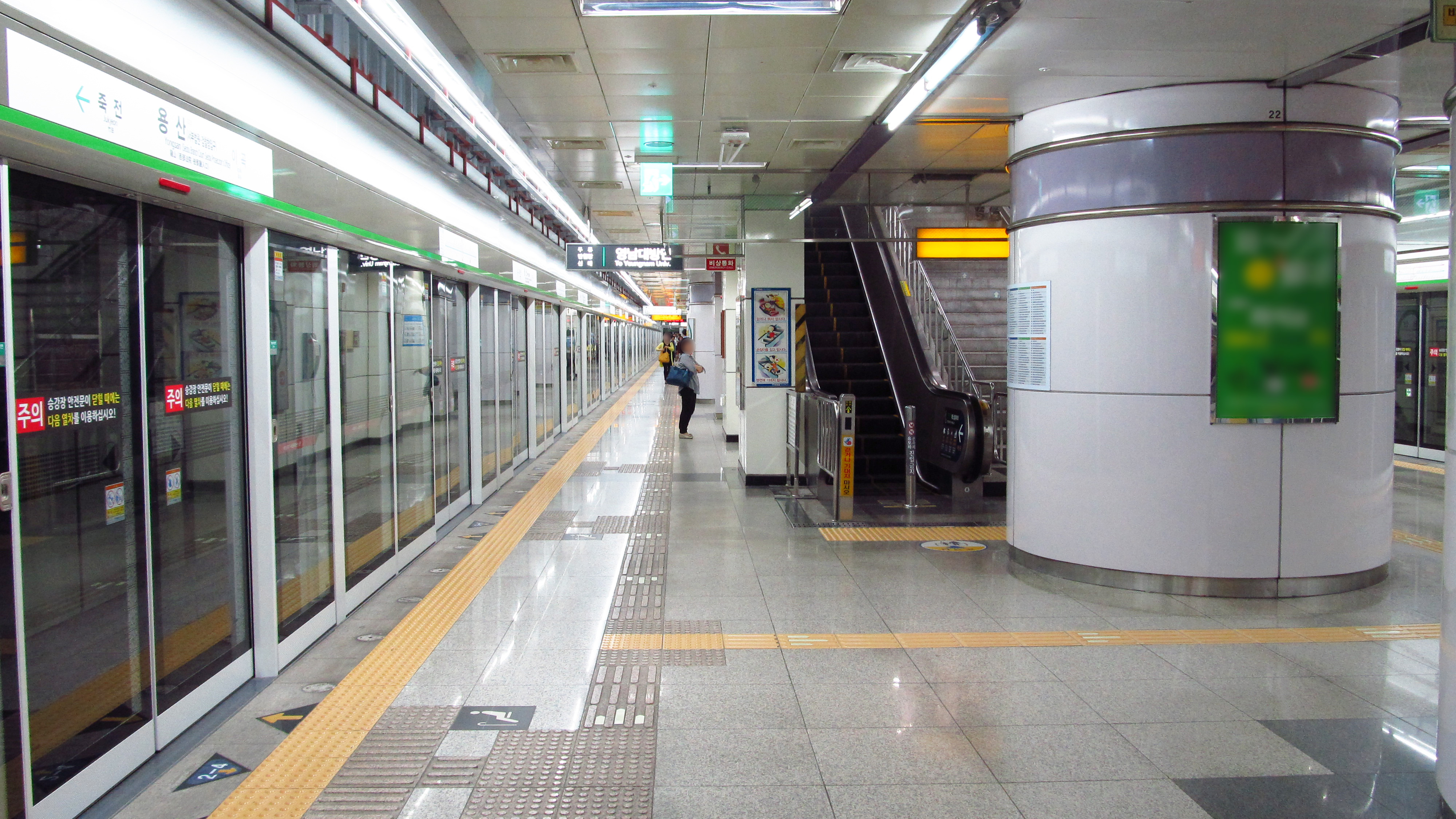
候車月台
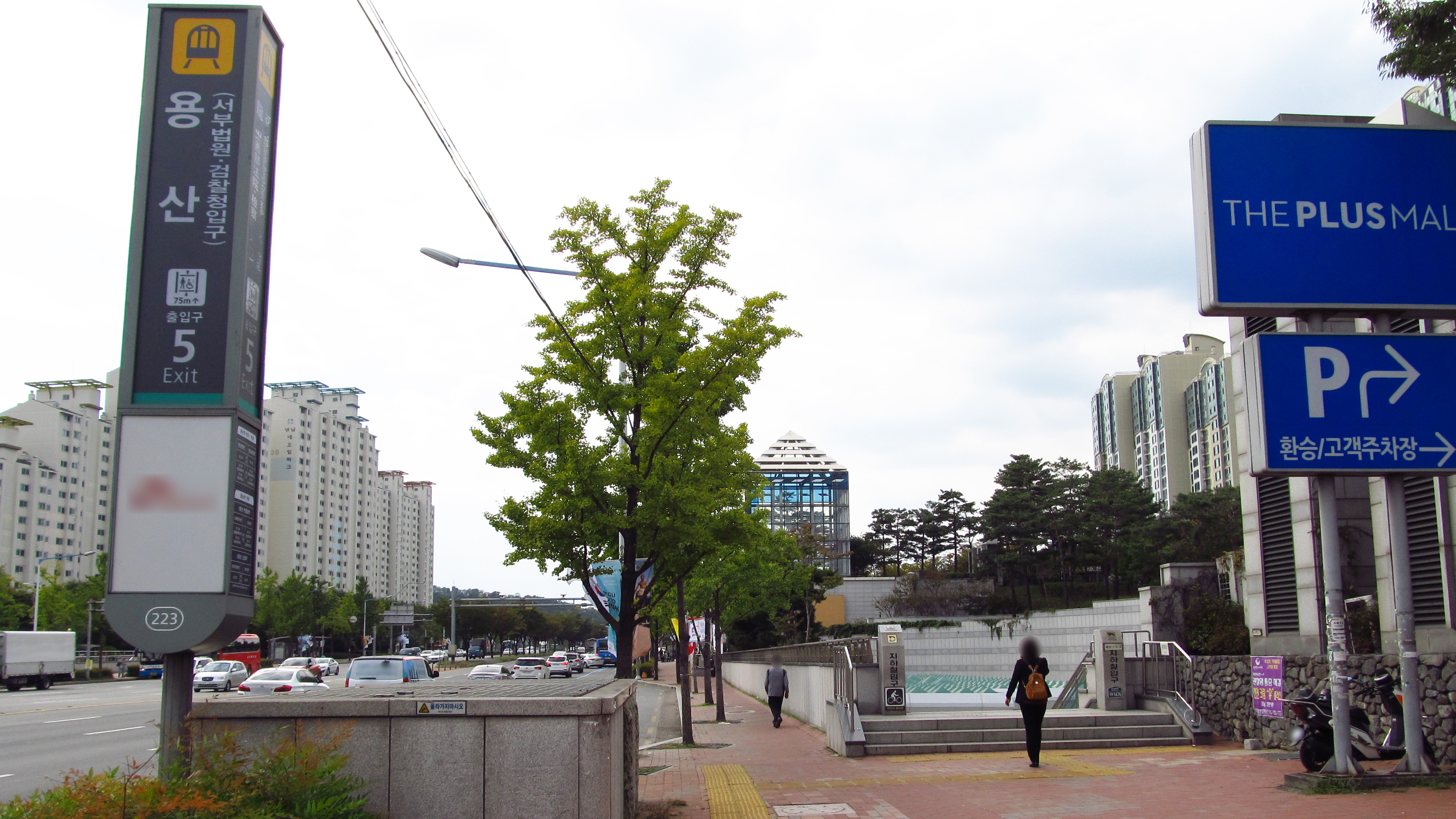
5號出口

## 相鄰車站
大邱都市鐵道公社
●大邱都市鐵道2號線
梨谷（222）－龍山（223）－竹田（224）